# Sabine Heymann

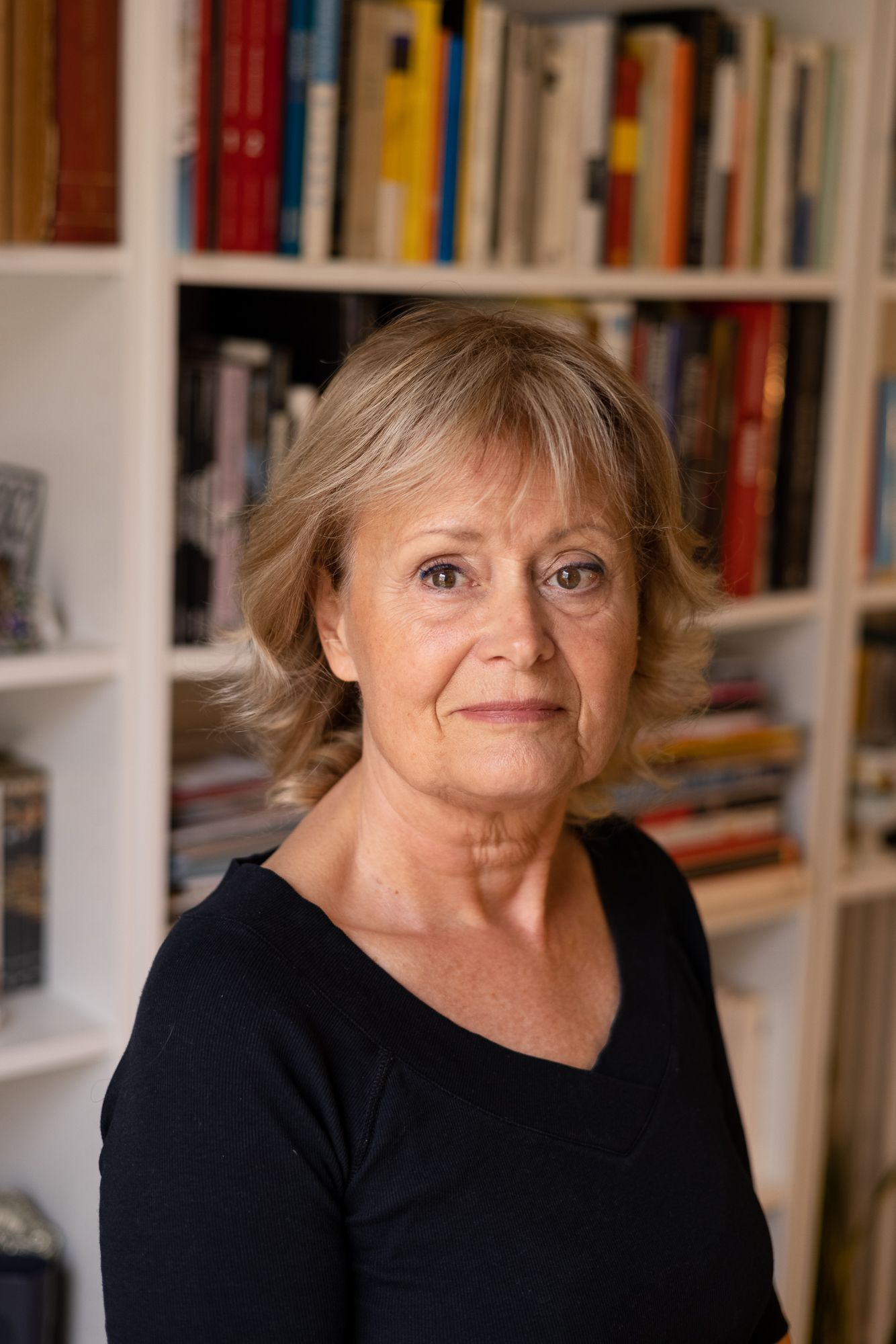
Sabine Heymann, 2021

Sabine Heymann (* 17. Dezember 1951 in Hamburg) ist eine deutsche Kulturjournalistin, Theaterkritikerin und Übersetzerin. Von 2001 bis 2017 war sie Geschäftsführerin des Zentrums für Medien und Interaktivität (ZMI) der Justus-Liebig-Universität Gießen (JLU).

## Leben
Bereits 1970, also noch während ihrer Schulzeit am Landgraf-Ludwigs-Gymnasium in Gießen, begann Sabine Heymann, journalistisch zu arbeiten: als freie Mitarbeiterin in der Lokalredaktion der Gießener Allgemeinen Zeitung, wo sie nach dem Abitur von 1971 bis 1973 ein Redaktionsvolontariat absolvierte und bis zum Beginn des Studiums als Redakteurin im Feuilleton tätig war. Von 1974 bis 1980 studierte sie Germanistik und Romanistik an der Justus-Liebig-Universität Gießen. Während des Studiums machte sie Praktika beim NDR und beim hr (Theaterverfilmung Käthchen von Heilbronn, Regie: Peter Beauvais), schrieb Kultur- und Theaterkritiken für die Frankfurter Rundschau und produzierte Hörfunk- und Fernsehbeiträge für Kultursendungen des Hessischen Rundfunks. 1981 übernahm sie die Regieassistenz bei Peter Beauvais für den Fernsehfilm Der Kunstfehler.
1981 begann Sabine Heymann ihre Arbeit als Kulturkorrespondentin in Rom für die Frankfurter Rundschau, Theater heute und Die Deutsche Bühne sowie die Radiosender hr, WDR und Deutschlandfunk. 1995 kehrte sie nach Deutschland zurück und ging an die Kunst- und Ausstellungshalle der Bundesrepublik Deutschland in Bonn, wo sie bis 1996 als Kuratorin von Begleitprogrammen zu den Ausstellungen Sarkis, Im Lichte des Halbmonds, Moderna Museet Stockholm, Claes Oldenburg, Future Garden arbeitete. 1996–1998 war sie Persönliche Referentin des Präsidenten der Justus-Liebig-Universität in Gießen, 1998–2001 als Medienreferentin maßgeblich am Aufbau des dortigen Zentrums für Medien und Interaktivität (ZMI) beteiligt, dessen Geschäftsführerin sie seit der Gründung von 2001 bis 2017 war. Über die Gründungs- und Aufbauzeit dieses Forschungszentrums gibt sie Auskunft in dem ZMI-Video Drei Fragen an Sabine Heymann. Ihre publizistischen Aktivitäten setzte sie auch nach der Rückkehr aus Italien fort (Theater heute, Der Tagesspiegel und Frankfurter Rundschau).
Sabine Heymann übersetzt Theatertexte, Belletristik und Sachbücher aus dem Italienischen, Französischen, Spanischen und Englischen. Als Kennerin der Theaterszene in Italien und China hat sie bei zahlreichen internationalen Festivals, Projekten und Tagungen als wissenschaftliche bzw. künstlerische Beraterin und Dramaturgin mitgewirkt. Lehraufträge und Vorträge führten sie u. a. an die Università di Napoli L’Orientale, die FU Berlin, die Universitäten Mainz, Frankfurt/Main, Osnabrück, Marburg sowie die Institute für Germanistik und Angewandte Theaterwissenschaft der Universität Gießen, die Universität von Pavia, die Shanghai Theatre Academy, die Konfuzius Institute Hamburg und Frankfurt, mehrfach an das deutsch-italienische Zentrum für europäische Exzellenz Villa Vigoni (Comer See), an Goethe-Institute, Theaterakademien und Theater in Deutschland, Europa, USA und China. Im April 2017 gab Sabine Heymann, gemeinsam mit Cao Kefei und Christoph Lepschy, das Buch Zeitgenössisches Theater in China heraus, das einen umfassenden Einblick in das chinesische Theater der Gegenwart gibt.
Nachdem Sabine Heymann im Oktober 2019 noch einen Vortrag an der FU Berlin/Institut für Theaterwissenschaft zum Thema „Lampedusa, die Balkanroute und Europa: die Flüchtlingsproblematik in der italienischen Gegenwartsdramatik“ gehalten und im November 2019 mit dem Vortrag „Kassengift? Die prekäre Situation der italienischen Gegenwartsdramatik“ am Romanistentag in Kassel teilgenommen hatte, stellten nach Beginn der Corona-Pandemie alle Wissenschafts- und Kulturinstitutionen auf reinen Digitalbetrieb um. Auch die Ringvorlesung „Der Text und seine Übersetzer. Zur Theorie und Praxis des literarischen Übersetzens“ an der Universität Jena fand im Online-Format als Webkonferenz statt. Im Januar 2021 hielt Sabine Heymann in diesem Rahmen ihren Vortrag „Die unsichtbaren Dritten. Handwerk und Rahmenbedingungen des Übersetzens für das Theater.“ Die Referenten der Ringvorlesung gehörten zu einer Arbeitsgruppe zur Vorbereitung des inzwischen etablierten Masterstudiengangs „Literarisches Übersetzen in Theorie und Praxis“. Im März 2022 stellte Sabine Heymann im Rahmen der „Contemporary Theater Art“ Seminar Series der Universitäten Göttingen und Nanjing Anna Stechers Buch „Die Konjunktur der Komödie im China der Gegenwart vor“. Im Jahr 2022 wurde Sabine Heymann vom Goethe-Institut Neapel als Kuratorin mit der Recherche, Vorauswahl und Adaption der deutschsprachigen Texte für das Festival Racconti per Ricominciare (Geschichten für den Neuanfang) beauftragt, das vom 26. Mai bis zum 12. Juni 2022 in Neapel „unter dem Vesuv“ stattfand.
Im Juli 2022 hielt Sabine Heymann an der Universität Marburg den Vortrag „Bleierne Zeit und anni di piombo. Der Terrorismus der 1970er Jahre in Italien auf der Bühne“. Im Rahmen der Ausstellung „Die Lust am anderen Theater“ führte Dorothea Volz am 13. Juli 2022 im Deutschen Theatermuseum München unter dem Titel „Breaking down the walls …“ ein Gespräch mit Sabine Heymann und Axel Tangerding über die Theaterrebellion der 1960er und 1970er Jahre. Im Rahmen des Literarischen Zentrums Gießen (LZG) hat Sabine Heymann seit 2022 Lesungen mit Daniel Schreiber („Allein“), Steffen Mensching („Hausers Ausflug“) und Kristoff Magnusson ("Apokalypse Miau" und "Ein Mann der Kunst") moderiert. Am 2. Mai 2023 nahm sie am Deutschen Schauspielhaus Hamburg an der Podiumsdiskussion schmerzgrenze teil, bei der es um das Übersetzen von Gewalt für das Theater ging. Moderiert von der Literatur-Übersetzerin und Celan-Preisträgerin Annette Kopetzki diskutierte sie mit Corinna Popp, die aus dem Französischen übersetzt und dem Englisch-Übersetzer Henning Bochert über den Umgang von Übersetzern mit Gewaltthemen wie Krieg, Terror, Flucht, Migration, organisierte Kriminalität, häusliche Gewalt, Femizid, die zunehmend das zeitgenössische Theater beherrschen. Im November 2024 fand am Burgtheater Wien/Akademietheater die Uraufführung von Stefano Massinis Stück „Manhattan Projekt“ in der Übersetzung von Sabine Heymann statt. Regie führte Burgtheaterintendant Stefan Bachmann, die Rolle des Oppenheimer spielte Max Simonischek.

## Auszeichnungen (Auswahl)
- Sabine Heymann wurde im Dezember 2020 für die Kategorie 5 des PREMIO INTERNAZIONALE IVO CHIESA nominiert. Die Kategorie geht an Wissenschaftler, Essayisten und Übersetzer. Zum 100. Geburtstag von Ivo Chiesa hat das Teatro Nazionale di Genova einen internationalen Theaterpreis ausgelobt. In der zweiten Hälfte des 20. Jahrhunderts war Chiesa 45 Jahre lang Direktor des Teatro Stabile von Genua, ein bedeutender Theatermann: Autor, Kritiker, Gründer der Theaterzeitschrift Sipario. Der Preis wird in sieben Kategorien vergeben.[20]
- Für die Übersetzung von Enrico Bernards Theatertext La Voragine (Die Grube) aus dem Italienischen ins Deutsche gewährte der „Kulturfonds der Société Suisse des Auteurs (SSA)“ Sabine Heymann im Dezember 2018 ein Stipendium.[21]
- Stefano Massinis Stück 7 Minuten. Betriebsrat („7 minuti. Consiglio di fabbrica“, Lauke-Verlag) wurde in der Übersetzung von Sabine Heymann[22] und der Regie von Carole Lorang (Ko-Produktion des Théâtre des Capucins Luxemburg und des Staatstheaters Mainz, dort Premiere am 4. November 2017) von nachtkritik.de für das nachtkritik-Theatertreffen 2018 als eine der wichtigsten Inszenierungen des Jahres 2017 nominiert.[23]
- Massinis 7 Minuten. Betriebsrat erhielt in der genannten Übersetzung von Sabine Heymann und der Inszenierung von Werner Schretzmeier am Theaterhaus Stuttgart bei den Privattheatertagen 2018 in Hamburg den Monica Bleibtreu-Preis für die Kategorie zeitgenössisches Drama.[24]
- Stefano Massinis Drama Eine nicht umerziehbare Frau („Donna non rieducabile“, Lauke-Verlag) erreichte in der Übersetzung Sabine Heymanns aus 70 Einsendungen aus 22 Ländern Platz 1 der EuroDram-Finalisten des Jahres 2015.[25]
- Der Theatertext Variationen über das Kraepelin-Modell oder Das semantische Feld des Kaninchenschmorbratens von Davide Carnevali (Rowohlt Theater) erhielt in der Übersetzung von Sabine Heymann beim Theatertreffen Berlin 2009 (Stückemarkt) den Hörspielpreis von Deutschlandradio Kultur. Der Text wurde 2010 als Hörspiel gesendet.[26]
- Das Sachbuch Die Geheimnisse Roms (Osburg Verlag, Berlin 2009) von Corrado Augias wurde in der Übersetzung von Sabine Heymann von der Jury der Süddeutschen Zeitung und des NDR im Juli 2009 zum Sachbuch des Monats August gewählt.[27]

## Veröffentlichungen (in Auswahl)

### Bücher / Buchbeiträge
- Kassengift? Die prekäre Situation der italienischen Gegenwartsdramatik - eine unendliche Geschichte. In: Christiane Müller-Lünenschloß und Rolf Lohse (Hrsg.), Dramatik, Postdramatik und intermediales Spiel. Theatertendenzen in der Romania. Verlagslabor Bonn 2022, ISBN 978-3-7543-4379-1[28]
- „Es gibt kein Wenn im Leben…“. – Nick Rongjun Yu „Zu Gast im eigenen Haus“. In: Anna Stecher/Xu Jian (Hrsg.), Die Konjunktur der Komödie im China der Gegenwart. Stücke und Zugänge, München: Utz, 2022, ISBN 978-3-8316-4845-0
- Konzept und Wort. Luca Ronconis Methode der „Zweigleisigkeit“ bei der Inszenierung von übersetzten Texten. In: Olaf Müller und Elena Polledri (Hrsg.), Theateradaptionen. Interkulturelle Transformationen moderner Bühnentexte. Winter Verlag Heidelberg, 2020, ISBN 978-3-8253-4785-7[29][30]
- Zwei Länder – zwei Theaterkulturen. Gegenwartsdramatik auf italienischen und deutschen Bühnen. In: Heinz Georg Held, Donatella Mazza und Laura Strack (Hrsg.), Akustische Masken auf dem Theater. Text – Sprache – Performanz, ISBN 978-3-515-12494-2. Reihe: Impulse – Villa Vigoni im Gespräch. Franz Steiner Verlag Stuttgart, 2020[31][32]
- Revolution ist kein Galadiner … Xiqu-Künstler und die Kulturrevolution: Interviews mit Zeitzeugen. In: Zeitgenössisches Theater in China. Alexander Verlag, Berlin 2017, ISBN 978-3-89581-346-7
- Zeitgenössisches Theater in China. Hrsg. Cao Kefei, Sabine Heymann, Christoph Lepschy. Alexander Verlag, Berlin 2017, ISBN 3-476-01524-6
- Artikel „Antonio Gramsci“, in: Ansgar Nünning (Hrsg.), Metzler Lexikon Literatur- und Kulturtheorie. Ansätze – Personen – Grundbegriffe. Stuttgart, 4. Auflage 2008, ISBN 978-3-476-02241-7
- Jagdszenen aus Hessen und anderswo. Die Autorin Melanie Gieschen, in: STÜCK-WERK 3. Neue deutsche Dramatik. Arbeitsbuch Theater der Zeit. Hrsg. von Christel Weiler, Harald Mueller, Berlin 2001, ISBN 3-934344-06-2
- Geld Anfassen Arschgeigen Herzen&Küssen Geschlechtsverkehr. Die Autorin Sibylle Berg, in: STÜCK-WERK 3. Neue deutsche Dramatik. Arbeitsbuch Theater der Zeit. Hrsg. von Christel Weiler, Harald Mueller. Berlin 2001, ISBN 3-934344-06-2
- Dramenartikel zu Dario Fo, Franca Rame: „Bezahlt wird nicht“ und „Offene Zweierbeziehung“; Eduardo De Filippo: „Die Kunst der Komödie“ und „Filumena Marturano“; Jacques Audiberti: „Das schwarze Fest“ und „Der Lauf des Bösen“; Alessandre Dumas fils: „Die Kameliendame“; Henri Millon de Montherlant: „Das Land, dessen König ein Kind ist“; Aimé Césaire: „Die Tragödie des Königs Christophe“; Carlo Gozzi: „König Hirsch“. Autorenartikel über Dario Fo, Franca Rame, Jacques Audiberti, Henri Millon de Montherlant, Alessandre Dumas fils, Eduardo De Filippo, Aimé Césaire und Carlo Gozzi, in: Klaus Völker (Hrsg.), Bertelsmann Schauspielführer. Gütersloh 1992, 2. Auflage 2001, ISBN 3-570-01620-X.
- Teatri Uniti: Mario Martone, Toni Servillo, Enzo Moscato. Enzo Moscatos „Rasoi“ und Molières Il Misantropo. Arbeitsbuch Theater der Zeit – Theater der Welt, Berlin 1999, ISBN 3-9805945-6-4
- Nachdenkenskondensate, Tageslicht und Zauberei. Elmar Goerdens „Das Meer war groß“ und Wider den schleichenden Prozeß der Verniedlichung. Andreas Kriegenburgs „Ohne Titel“. Theater der Zeit, Programmbuch zum Festival Theaterformen, Berlin, Juni 1998, ISBN 3-923854-90-0
- Die Sprache zum Stottern bringen … Anmerkungen zum „Nuovo Teatro Italiano“, seiner Ästhetik, der es die Sprache verschlagen hat, und zum Chaos der Verhältnisse in Italien, in: Erika Fischer-Lichte, Harald Xander (Hrsg.), Welttheater – Nationaltheater – Lokaltheater? Europäisches Theater am Ende des 20. Jahrhunderts. Tübingen 1993, ISBN 3-7720-1837-8

### Artikel in Tageszeitungen und Fachzeitschriften
- Literarisches Übersetzen als gelehrte Kunst – Band 5 von Rainer Kohlmayers translationswissenschaftlicher Pentalogie ist erschienen. Rezension zu: Rainer Kohlmayer, Kunst und Wissenschaft der Komödienübersetzung. Reflexionen – Beispiele – Erfahrungen. Peter Lang Frankfurt/M. (2021) In: Romanische Studien November 2021[33]
- Gran Finale. Zum Tod von Dario Fo. Theater heute, Dezember 2016[34][35]
- „Verzweifelte Vitalität“. Sabine Heymann im Gespräch mit Mario Martone aus Anlass der Büchner-Premiere „Dantons Tod“ in Turin. Theater heute, Juni 2016[36]
- Bella. ciao! Zum Tod von Franca Rame. Theater heute, Juli 2013[37]
- Leben und Arbeit … bringt die Theaterverlegerin Maria Sommer seit 44 Jahren in Berlin-Dahlem in einem Haus unter. Ein Gespräch mit Sabine Heymann und Peter von Becker über Nachkriegsdramatik, die Frage des Urheberrechts und ihre Autoren Günter Grass, Christa Wolf und George Tabori. Theater heute, August/September 2012
- Boulevard der Dämmerung. Bernhard Mikeska/Lothar Kittstein „Je t’aime, je t’aime“ (Schauspiel Frankfurt). Theater heute, November 2011
- Die Frau, die Lösungen erfindet. Tian Mansha über Frauen- und Männerrollen – im chinesischen Musiktheater und im wirklichen Leben. Ein Interview von Sabine Heymann. Goethe-Magazin I/2011[38]
- 150 Jahre Einheit. Verdis Oper, Garibaldis Schuh. Der Tagesspiegel vom 17. März 2011[39]
- „Look to the money!“ – aber nicht nur. Shanghai gilt vielen als „Messestadt“ ohne originäre Kreativität, ist aber zugleich eine aufregende Ausbildungsstätte und Zukunftslabor für Künstler. Eine Theaterreise in die asiatische Boomtown. Theater heute, Dezember 2009
- Der Anti-Divo. Porträt eines Mannes, der sich in drei Jahrzehnten Theaterarbeit einen soliden Ruf als exzellenter Schauspieler und Regisseur erarbeitet hat und nach einigen hochprämierten Filmen – vor allem „Gomorrha“ und „Il Divo“ – mit 50 plötzlich zum internationalen Star geworden ist: Toni Servillo, Theater heute, Juni 2009
- Die Kunst der Aufklärung. Ein Gespräch mit Mario Gelardi über seine Theaterfassung von Roberto Savianos Camorra-Buch "Gomorrha", über Wahrheit und Mythos des Verbrechens, die Stadt Neapel, den Müll und den Tod, Theater heute, August/September 2008[40]
- Ein zufälliger Held. Das Leben John Rabes, des „guten Deutschen“ von Nanking, wird in Shanghai von Oscar-Preisträger Florian Gallenberger mit Ulrich Tukur in der Titelrolle verfilmt, Frankfurter Rundschau, 5. März 2008[41]
- „Ein Star werde ich nie!“ Nach dem Oscar für das Lebenswerk: ein Besuch bei Ennio Morricone, dem Mann, der mit einer Handvoll Filme den Klang des Kinos neu erfunden hat, Theater heute, Juli 2007[42]
- Kann ein Schwarzer böse sein? Ben Stiller ist der Star in Neil LaButes „This ist how it goes“ am New Yorker Public Theatre, das zur Debatte über "black acting" beiträgt. Theater heute, Juni 2005[43]
- Das Volk der güldenen Becher. Die Bundeskunsthalle Bonn widmet sich in einer prächtigen Ausstellung der rätselhaften Kultur der Thraker. Der Tagesspiegel, 30. Juli 2004[44]
- Summer in the City. New Yorks Stadtverwaltung ist wieder mal pleite, und viele Bewohner des Big Apple wünschen sich den „Helden des 11. September“, Ex-Bürgermeister Rudy Giuliani zurück. Doch gleichzeitig boomt in New Yorks Museen und Galerien die Kunst: ein aktueller Streifzug. Der Tagesspiegel, 31. Juli 2003
- „Es wird ein herrlicher Sommer!“ Das Theater in Berlusconi-Italien repolitisiert sich – ein Autorenreport. Theater heute, Juli 2003

### Übersetzungen
- Laurence Jyl, Ein Atelier für zwei. AHN & SIMROCK Bühnen- und Musikverlag GmbH 2024[45]
- Fabrizio Sinisi, Revolutionen. Per Lauke Verlag 2023[46]
- Fabrizio Sinisi, DER TRAUM – EIN MÄRCHEN. Per Lauke Verlag 2023[47]
- Letizia Russo, O, mia dia – Sonnenaufgang der Göttinnen. 15. Stuttgarter Europa Theater Treffen 2023[48]
- Stefano Massini, Manhattan Project. Per Lauke Verlag 2023
- „Mono“ – Bearbeitung und Übersetzung des O-Tons von Nicola Samorì im Film zur Ausstellung „Mono“ der Galerie EIGEN + ART Leipzig im Oktober 2022 aus dem Italienischen (Untertitel)[49]
- Edoardo Erba, Der unsichtbare Mann. Kiepenheuer Bühnenvertrieb 2022[50]
- Pier Lorenzo Pisano, Carbon. Per Lauke Verlag 2022[51]
- Stefano Massini, COSA NOSTRA. Ganz einfach erklärt. Per Lauke Verlag 2022[52]
- Pier Lorenzo Pisano, Zu deinem Besten. Per Lauke Verlag 2021[53]
- Emanuele Aldrovandi, Gespräche auf der Treppe (L’estinzione della razza umana). Per Lauke Verlag 2021[54]
- Stefano Massini, EICHMANN. Wo die Nacht beginnt. Per Lauke Lauke Verlag 2020[55]
- Sarasole Notarbartolo, Caipirinha Caipirinha. Kiepenheuer Bühnenvertrieb 2020[56]
- Letizia Russo, Klopf an, wenn du da bist. Kiepenheuer Bühnenvertrieb 2020[57]
- Emanuele Aldrovandi, Die dickste Frau der Welt. Per Lauke Verlag 2020[58]
- Paolo Genovese, Das perfekte Geheimnis (Perfetti sconosciuti). Per Lauke Verlag 2020[59]
- Fabrizio Sinisi, Sommererzählung. Per Lauke Verlag 2020[60]
- Emanuele Aldrovandi, Isabel Green. Per Lauke Verlag 2020[61]
- Lina Prosa, Porträt des Schiffbrüchigen Nummer Null. Epilog zur Lampedusa-Trilogie. Per Lauke Verlag 2020[62]
- Larry Tremblay, Der Junge mit dem verlorenen Gesicht. Per Lauke Verlag 2019[63]
- Larry Tremblay, Der Joker. Per Lauke Verlag 2019[64]
- Angela Dematté, Margheritas Traum. Per Lauke Verlag 2019[65]
- Nathalie Boisvert, FACELIFT. Per Lauke Verlag 2019
- Stefano Massini, Ladies Football Club. Per Lauke Verlag 2019
- Enrico Bernard, Die Grube. Société Suisse des Auteurs (SSA) 2019
- Emanuele Aldrovandi, Allarm!. Per Lauke Verlag 2018
- Stefano Massini, Der Staat gegen Nolan. Per Lauke Verlag 2018
- Jonny Costantino, Die Malafonte von Samorì. Galerie EIGEN + ART 2018
- Stefano Massini, Das Ende von Schawuot. Per Lauke Verlag 2018
- Davide Carnevali, Porträt des Künstlers als Toter. Münchener Musikbiennale und Staatsoper Unter den Linden (Berlin) 2018
- Fausto Paravidino, Hiobs Schlachthaus. Kiepenheuer Bühnenvertrieb 2018
- Stefano Massini, Der betäubende Geruch von Weiß. Per Lauke Verlag 2017
- Stefano Massini, Traumdeutung. Nach Sigmund Freud. Per Lauke Verlag 2017
- Emanuele Aldrovandi, Tut uns leid, dass wir nicht im Meer ertrunken sind. Per Lauke Verlag 2017
- Stefano Massini, Occident-Express. Per Lauke Verlag 2016
- Domenico de Chirico über die Künstler Sebastian Burger und Stefan Guggisberg. G2 Kunsthalle Leipzig 2016
- Edoardo Erba, Utoya. Kiepenheuer Bühnenvertrieb 2016
- Luigi Sebastiani, TU NE VAS DONC PAS TROUVER MAL QUE JE TE FASSE DE LA PEINE (Über den Künstler Nicola Samori). Galerie EIGEN + ART, Berlin 2016
- Stefano Massini, Elternsprechstunde (Banlieue). Per Lauke Verlag 2016
- Lina Prosa, Die Lampedusa-Trilogie. Per Lauke Verlag 2016
- Stefano Massini, Shenzen bedeutet Hölle. Per Lauke Verlag 2015
- Larry Tremblay, Der Name meines Bruders. Per Lauke Verlag 2015[66]
- Stefano Massini, Sieben Minuten. Per Lauke Verlag 2015
- Nick Rongjun Yu, Hinter der Lüge. Per Lauke Verlag 2015
- Larry Tremblay, Zur besten Sendezeit. Per Lauke Verlag 2015
- Stefano Massini, ichglaubeaneineneinzigengotthass. Per Lauke Verlag 2015
- Patrizia Zappa Mulas, Auge um Auge. Per Lauke Verlag 2015
- Stefano Massini, Eine nicht umerziehbare Frau. Theatermemorandum über Anna Politkovskaja. Per H. Lauke Verlag 2014
- Pippo Delbono, Orchideen. Für das Festival Neue Stücke aus Europa 2014, Theaterbiennale des Staatstheaters Wiesbaden 2014
- Magdalena Barile, Light oder Die Lichtpotenziale des menschlichen Körpers. (Lait o delle potenzialità luminose del corpo umano). In: Leyla-Claire Rabih, Frank Weigand (Hrsg.): Scène 17. Neue französische Theaterstücke. Verlag Theater der Zeit, Berlin 2014
- Corrado Augias, Die Geheimnisse Italiens. München: C.H. Beck 2014
- Davide Carnevali, Arabische Frau das Meer betrachtend. Rowohlt Theaterverlag 2014
- Rocco und seine Brüder, Passagen aus dem Originaldrehbuch von Luchino Viscontis Rocco e i suoi fratelli für eine Inszenierung des Theaters Neumarkt Zürich 2013
- Davide Carnevali, A Prelude to an End of a World, Auszug aus: Words and Images of an End of a World, Diptychon über Europa – Teil 2: Gute Nachrichten, eine Apokalypse für den Stückemarkt auf dem Berliner Theatertreffen 2013
- Saphia Azzedine, Zorngebete (Confidences à Allah). Roman, Verlag Klaus Wagenbach – Theateradaption: Kiepenheuer Bühnenvertrieb 2013
- Gian Maria Cervo, Call me God. Suhrkamp Theater und Medien 2012, Residenztheater München 2012[67]
- ricci/forte, grimmless, für die Wiesbadener Biennale Neue Stücke aus Europa 2012
- Fausto Paravidino, Mariapias Tagebuch, für die Wiesbadener Biennale Neue Stücke aus Europa, 2012 und den Kiepenheuer Bühnenvertrieb
- Corrado Augias, Die Geheimnisse des Vatikan. C.H. Beck Verlag, München 2011
- Davide Carnevali, Sweet Home Europe. Rowohlt Theaterverlag 2011
- Fausto Paravidino, Exit. Kiepenheuer Bühnenvertrieb 2010
- Emma Dante, Le Pulle für die Wiesbadener Biennale Neue Stücke aus Europa, Juni 2010
- Davide Carnevali, The end of the world (Minidrama und Materialien). Stückemarkt im Rahmen des Theatertreffens Berlin 2009
- Davide Carnevali, Variationen über das Kraepelin-Modell oder Das semantische Feld des Kaninchenschmorbratens. Stückemarkt im Rahmen des Theatertreffens Berlin 2009/Pegasus Theater- und Medienagentur GmbH/Verlag Autorenagentur GmbH – / Hörspielproduktion, Deutschlandradio Kultur, Ursendung im Mai 2010[68]
- Corrado Augias, Die Geheimnisse Roms. Eine andere Geschichte der Ewigen Stadt. Osburg Verlag Berlin 2009
- Roberto Saviano und Mario Gelardi, Gomorra. Für die Theaterbiennale des Staatstheaters Wiesbaden Neue Stücke aus Europa 2008
- Corrado Augias, Aldo Moro – eine italienische Tragödie, für die Aufführung im Rahmen der Europäischen Kulturtage Karlsruhe 2008
- Roma ore 11, von Elio Petri, für die Aufführung im Rahmen der Europäischen Kulturtage Karlsruhe, April 2008
- Die Aufregungen der Sommerfrische (Arbeitstitel), von Letizia Russo nach Carlo Goldonis Le smanie per la villeggiatura, für ein zweisprachiges Goldoni-Projekt des Kölner Schauspiels 2008
- Enrico Bernard, Holy Money. 2007
- Fausto Paravidino, Morbid. Kiepenheuer Bühnenvertrieb 2007
- Letizia Russo, Babel. Kiepenheuer Bühnenvertrieb 2006
- Emma Dante, Vita mia, für die Theaterbiennale des Staatstheaters Wiesbaden Neue Stücke aus Europa 2006
- Dacia Maraini, Pasolini und Stefano Casi, Das 'neue Theater' Pasolinis, beide Texte für die Internationale Tagung Pier Paolo Pasolini: Theater, Film, Kulturkritik 2005 in Frankfurt am Main (Mousonturm und Johann Wolfgang Goethe-Universität)
- Giampiero Rappa, Die Erpressung. Kiepenheuer Bühnenvertrieb 2005
- Letizia Russo, Hundegrab. Kiepenheuer Bühnenvertrieb 2004
- Edoardo Erba, Maurer. Kiepenheuer Bühnenvertrieb 2003
- Edoardo Erba, Verkäufer. Kiepenheuer Bühnenvertrieb 2003

### Beiträge zu Kulturmagazinen im Radio
- „Am Tisch mit Ennio Morricone“ – Der Film-Pathetiker – in der Reihe hr2 Doppel-Kopf (23. Mai 2007)[69]
- "Die schreckliche und fürchterliche Geschichte des Prinzen von Venosa und der schönen Prinzessin Maria" von Salvatore Sciarrino und Mimmo Cuticchio im Hebbel-Theater, Sender Freies Berlin, Galerie des Theaters, 25. März 2001[69]
- "Der Tod eines Dichters", Radio X Frankfurt, 6. März 1997[69]
- "Mit den Waffen der Poesie". Pier Paolo Pasolinis verzweifelte Opposition. Einstündiges Feature für die Reihe "Abendstudio", Hessischer Rundfunk, 9. Juni 1996[69]